# Australian Open 2012 - Doppio esibizione leggende
La categoria del doppio di esibizione non è un match di un torneo ma è un'unica partita per rendere spettacolo all'interno del programma del torneo.
I vincitori sono stati la svizzera Martina Hingis e l'australiano padrone di casa Pat Cash.

## Squadre partecipanti
- Martina Navrátilová /  Goran Ivanišević
- Martina Hingis /  Pat Cash (Vincitori)

## Tabellone

### Legenda
| - Q = Qualificato - WC = Wild card - LL = Lucky loser | - ALT = Alternate - SE = Special Exempt - PR = Protected Ranking | - w/o = Walkover - r = Ritirato - d = Squalificato |

### Finale
|  | Finale                               |                                      |    |  |
|  |                                      |                                      |    |  |
|  | Martina Navrátilová Goran Ivanišević | Martina Navrátilová Goran Ivanišević | 84 |  |
|  | Martina Hingis Pat Cash              | Martina Hingis Pat Cash              | 9  |  |